# Valy (Pardubicei járás)
Valy település Csehországban, a Pardubicei járásban. Valy Veselí, Bezděkov, Pardubice és Přelouč településekkel határos. Lakosainak száma 516 fő (2024. január 1.).

## Népesség
A település lakosságának változását az alábbi diagram mutatja:
| Lakosok száma | 299  | 313  | 363  | 407  | 440  | 435  | 486  | 487  | 489  | 516  |
|               | 1869 | 1890 | 1921 | 1950 | 1980 | 2001 | 2017 | 2019 | 2022 | 2024 |